# Ragnarok Online DS
Ragnarök Online DS é um jogo baseado no MMORPG Ragnarok Online, lançado no Japão em 18 de dezembro de 2008 atualmente possui uma versão em inglês. Em Ragnarök Online DS, o jogo não é necessariamente online. Ao contrário do Ragnarök Online de computador, o Ragnarök Online DS para descobrir mais coisas é necessário fazer as missões do jogo. Em Ragnarök Online DS também não é possível virar uma classe 2-2 (por exemplo templário), somente as classes 2-1 (por exemplo cavaleiro), também não é possível virar uma classe expandida (Justiceiro e Ninja) ou também um super aprendiz.